# Tomoaki Komorida
Tomoaki Komorida (japanisch 小森田 友明 Komorida Tomoaki; * 10. Juli 1981 in der Präfektur Kumamoto) ist ein ehemaliger japanischer Fußballspieler.

## Karriere
Komorida erlernte das Fußballspielen in der Schulmannschaft der Kunimi High School. Seinen ersten Vertrag unterschrieb er 2000 bei den Avispa Fukuoka. Der Verein spielte in der höchsten Liga des Landes, der J1 League. 2002 wechselte er zum Zweitligisten Ōita Trinita. 2002 wurde er mit dem Verein Meister der J2 League und stieg in die J1 League auf. Für den Verein absolvierte er 79 Ligaspiele. Im September 2005 wechselte er zum Zweitligisten Montedio Yamagata. 2006 wechselte er zum Ligakonkurrenten Vissel Kobe. 2007 wechselte er zum Drittligisten Rosso Kumamoto (heute: Roasso Kumamoto). 2007 wurde er mit dem Verein Vizemeister der Japan Football League und stieg in die J2 League auf. Für den Verein absolvierte er 76 Ligaspiele. 2010 wechselte er zu Persela Lamongan. Im Juli 2010 wechselte er zum Zweitligisten Giravanz Kitakyushu. Für den Verein absolvierte er 40 Ligaspiele. Ende 2012 beendete er seine Karriere als Fußballspieler.